# Веланій-де-Беюш
Веланій-де-Беюш (рум. Vălanii de Beiuș) — село у повіті Біхор в Румунії. Входить до складу комуни Уйляку-де-Беюш.
Село розташоване на відстані 391 км на північний захід від Бухареста, 48 км на південний схід від Ораді, 103 км на захід від Клуж-Напоки, 130 км на північний схід від Тімішоари.

## Населення
За даними перепису населення 2002 року у селі проживали 303 особи, з них 302 особи (99,7%) румунів. Рідною мовою 302 особи (99,7%) назвали румунську.